# Trichomonadida
Die Trichomonadida (altgr. thrix ‚Haar‘, monas ‚Einheit‘) sind eine Ordnung der Parabasalia.
Es handelt sich um 5 bis 25 µm lange, ovale Einzeller mit einem Zellkern und einem Achsenstab (Axostyl) aus tausenden Mikrotubuli. Die Ansammlung großer Dictyosomen wird als Parabasalkörper bezeichnet. Statt Mitochondrien dienen die Hydrogenosomen zur Energiegewinnung. Häufig sind mehrere Geißeln ausgebildet. Ein Cytostom ist nicht vorhanden, auch Peroxisomen fehlen.
Trichomonadida sind mikroaerophile Anaerobier. Sie vermehren sich durch einfache Zweiteilung. Echte Zysten werden nicht ausgebildet, einige Arten wie Tritrichomonas muris bilden aber Pseudozysten.
Die Ordnung wird in fünf Familien gegliedert:
- Calonymphidae
- Cochlostomatidae
- Devescovinidae
- Monocercomonadidae
- Trichomonadidae